# Host (unix)
host — утиліта в UNIX-системах, призначена для звернення до ДНС-сервера і отримання інформації від нього.
Використання:
```
$ host [-aCdlnrTwv] [-c class] [-N ndots] [-R number] [-t type] [-W wait] [-4] [-6] [ -s ] {name} [server]
```

Параметр -t використовується для вказування типу DNS-запису: a — IP-адреса, що відповідає доменному імені.
aaaa — адреса IPv6, що відповідає домену.
cname — визначає псевдонім для домену.
mx — поштові сервери домену.
ns — nameserver'и домену.
srv — місцерозташування сервісів для домену.
txt — текстова інформація.